# Chase Fieler
Chase Fieler, né le 10 juin 1992 à Parkersburg en Virginie-Occidentale, est un joueur américain de basket-ball. Il évolue au poste d'ailier fort.

## Biographie
Au mois de juillet 2020, il s'engage pour une saison avec Brose Bamberg en première division allemande.

## Palmarès
- Champion des Pays-Bas 2016, 2017
- Coupe des Pays-Bas 2017
- Supercoupe des Pays-Bas 2016
- MVP des playoffs Champion des Pays-Bas 2017
- All-DBL Team 2017
- Meilleur contreur du championnat des Pays-Bas 2016
- Second-team All-Atlantic Sun Conference 2014